# مي سويلم
مي سالم بطرس سويلم (25 سبتمبر 1995)، والمعروفة بـ مي سويلم، هي لاعبة كرة قدم أردنية، تلعب كلاعبة خط وسط لنادي الشباب السعودي، والمنتخب الأردني للسيدات.

## مهنة النادي
في ديسمبر 2021، انتقلت مي سويلم إلى تركيا للانضمام إلى نادي كوناك بيليدي سبور، مقره إزمير والذي ينافس في الدوري الممتاز للسيدات 2021–22.

## الأهداف الدولية
| #  | تاريخ         | مكان                               | الخصم     | الأهداف | نتيجة | مسابقة               |
| -- | ------------- | ---------------------------------- | --------- | ------- | ----- | -------------------- |
| 1. | 10 أبريل 2017 | ملعب بامير ، دوشانبي ، طاجيكستان   | طاجيكستان | 5 -1    | 10-2  | تصفيات كأس آسيا 2018 |
| 2. | 10 أبريل 2017 | ملعب بامير ، دوشانبي ، طاجيكستان   | طاجيكستان | 6 -1    | 10-2  | تصفيات كأس آسيا 2018 |
| 3. | 2 فبراير 2018 | ستاد البتراء ، عمان ، الأردن       | أفغانستان | 4 -0    | 5-0   | ودية                 |
| 4. | 5 فبراير 2018 | ستاد البتراء ، عمان ، الأردن       | أفغانستان | 5 -0    | 6-0   | ودية                 |
| 5. | 5 فبراير 2018 | ستاد البتراء ، عمان ، الأردن       | أفغانستان | 6 -0    | 6-0   | ودية                 |
| 6. | 9 أكتوبر 2022 | ستاد أكاديمية الشرطة، القاهرة، مصر | مصر       | 1 –0    | 1–0   | ودية                 |